# Élections législatives de 2017 dans le Loiret
Les élections législatives de 2017 dans le Loiret ont eu lieu les 11 et 18 juin 2017 dans le département du Loiret (région Centre-Val de Loire) dans le cadre des élections législatives françaises de 2017.
Cet article traite succinctement de l'élection législative partielle de 2018 au sein de la quatrième circonscription à la suite de l'annulation de l'élection de Jean-Pierre Door par le Conseil constitutionnel.
Dans le Loiret, six députés sont à élire dans le cadre de six circonscriptions.

## Élus

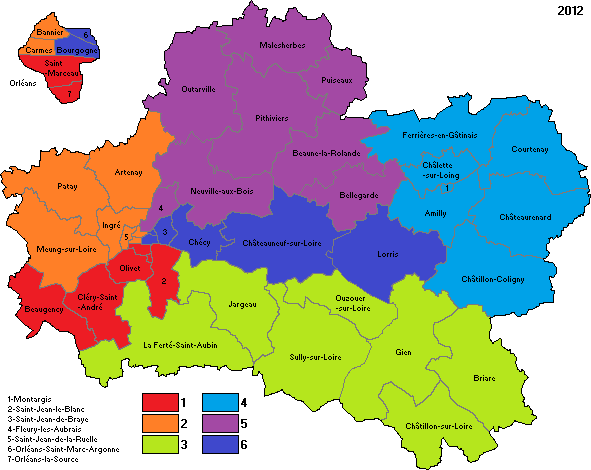
Carte du découpage en circonscriptions du Loiret (depuis 2012).

| Circonscription                                 | Député sortant   | Parti | Parti | Député élu ou réélu | Parti | Parti |
| ----------------------------------------------- | ---------------- | ----- | ----- | ------------------- | ----- | ----- |
| 1re                                             | Olivier Carré*   |       | LR    | Stéphanie Rist      |       | LREM  |
| 2e                                              | Serge Grouard    |       | LR    | Caroline Janvier    |       | LREM  |
| 3e                                              | Claude de Ganay  |       | LR    | Claude de Ganay     |       | LR    |
| 4e                                              | Jean-Pierre Door |       | LR    | Jean-Pierre Door    |       | LR    |
| 5e                                              | Marianne Dubois  |       | LR    | Marianne Dubois     |       | LR    |
| 6e                                              | Valérie Corre    |       | PS    | Richard Ramos       |       | MoDem |
| * député sortant ne se représentant pas en 2017 |                  |       |       |                     |       |       |

## Rappel des résultats départementaux des élections de 2012
| Parti          | Parti                              | Premier tour | Premier tour | Second tour | Second tour | Sièges |  |
| Parti          | Parti                              | Voix         | %            | Voix        | %           | Sièges |  |
| -------------- | ---------------------------------- | ------------ | ------------ | ----------- | ----------- | ------ |  |
|                | Union pour un mouvement populaire  | 89 038       | 34,21        | 131 675     | 52,68       | 5      |  |
|                | Nouveau centre                     | 4 194        | 1,61         |             |             | 0      |  |
|                | Divers droite dont DLR, PCD        | 2 662        | 1,02         | 0           |             |        |  |
|                | Droite parlementaire               | 95 894       | 36,84        | 131 675     | 52,68       | 5      |  |
|                |                                    |              |              |             |             |        |  |
|                | Parti socialiste                   | 70 249       | 26,99        | 97 950      | 39,19       | 1      |  |
|                | Europe Écologie Les Verts          | 14 747       | 5,67         | 20 298      | 8,14        | 0      |  |
|                | Divers gauche dont MRC             | 2 046        | 0,79         |             |             | 0      |  |
|                | Majorité présidentielle            | 87 042       | 33,44        | 118 248     | 47,31       | 1      |  |
|                |                                    |              |              |             |             |        |  |
|                | Front national                     | 44 516       | 17,1         |             |             | 0      |  |
|                | Front de gauche                    | 16 427       | 6,31         | 0           |             |        |  |
|                | Divers                             | 5 767        | 2,22         | 0           |             |        |  |
|                | Mouvement démocrate                | 4 057        | 1,56         | 0           |             |        |  |
|                | Divers écologiste dont AÉI et MÉI  | 3 525        | 1,35         | 0           |             |        |  |
|                | Extrême gauche dont LO, NPA et POI | 2 568        | 0,99         | 0           |             |        |  |
|                | Extrême droite                     | 502          | 0,19         | 0           |             |        |  |
|                |                                    |              |              |             |             |        |  |
| Inscrits       | Inscrits                           | 443 213      | 100,00       | 443 201     | 100,00      | 6      |  |
| Abstentions    | Abstentions                        | 179 184      | 40,43        | 184 760     | 41,69       |        |  |
| Votants        | Votants                            | 264 029      | 59,57        | 258 441     | 58,31       |        |  |
| Blancs et nuls | Blancs et nuls                     | 3 731        | 1,41         | 8 488       | 3,28        |        |  |
| Exprimés       | Exprimés                           | 260 298      | 98,59        | 249 953     | 96,72       |        |  |

## Résultats

### Résultats à l'échelle du département
|                                            |                                      |                           |                           |                          |                          |
|                                            |                                      | Premier tour 11 juin 2017 | Premier tour 11 juin 2017 | Second tour 18 juin 2017 | Second tour 18 juin 2017 |
|                                            |                                      |                           |                           |                          |                          |
|                                            |                                      | Nombre                    | % des inscrits            | Nombre                   | % des inscrits           |
| Inscrits                                   | Inscrits                             | 452 857                   | 100,00                    | 452 835                  | 100,00                   |
| Abstentions                                | Abstentions                          | 224 319                   | 49,53                     | 254 016                  | 56,09                    |
| Votants                                    | Votants                              | 228 538                   | 50,47                     | 198 819                  | 43,91                    |
|                                            |                                      |                           | % des votants             |                          | % des votants            |
| Bulletins blancs                           | Bulletins blancs                     | 3 386                     | 1,48                      | 15 289                   | 7,67                     |
| Bulletins nuls                             | Bulletins nuls                       | 1 402                     | 0,61                      | 5 741                    | 2,89                     |
| Suffrages exprimés                         | Suffrages exprimés                   | 223 750                   | 97,90                     | 177 789                  | 89,42                    |
|                                            |                                      |                           |                           |                          |                          |
| Étiquette politique                        | Étiquette politique                  | Voix                      | % des exprimés            | Voix                     | % des exprimés           |
|                                            |                                      |                           |                           |                          |                          |
|                                            | La République en marche              | 65 553                    | 29,30                     | 80 211                   | 45,16                    |
|                                            | Les Républicains                     | 44 057                    | 19,69                     | 70 288                   | 39,53                    |
|                                            | Front national                       | 34 117                    | 15,25                     |                          |                          |
|                                            | La France insoumise                  | 17 846                    | 7,98                      |                          |                          |
|                                            | Mouvement démocrate                  | 12 841                    | 5,74                      | 14 379                   | 8,09                     |
|                                            | Parti socialiste                     | 12 834                    | 5,74                      |                          |                          |
|                                            | Parti communiste français            | 9 434                     | 4,22                      |                          |                          |
|                                            | Europe Écologie Les Verts            | 6 679                     | 2,99                      |                          |                          |
|                                            | Union des démocrates et indépendants | 6 149                     | 2,75                      | 12 911                   | 7,26                     |
|                                            | Divers                               | 5 160                     | 2,31                      |                          |                          |
|                                            | Debout la France                     | 3 758                     | 1,68                      |                          |                          |
|                                            | Divers droite                        | 2 506                     | 1,12                      |                          |                          |
|                                            | Extrême gauche                       | 1 772                     | 0,79                      |                          |                          |
|                                            | Écologiste                           | 1 044                     | 0,47                      |                          |                          |
| Source : Ministère de l'Intérieur - Loiret |                                      |                           |                           |                          |                          |

### Résultats par circonscription

#### Première circonscription
Député sortant : Olivier Carré (Les Républicains).
|                                                                        |                                                                                      |                           |                           |                          |                          |
|                                                                        |                                                                                      | Premier tour 11 juin 2017 | Premier tour 11 juin 2017 | Second tour 18 juin 2017 | Second tour 18 juin 2017 |
|                                                                        |                                                                                      |                           |                           |                          |                          |
|                                                                        |                                                                                      | Nombre                    | % des inscrits            | Nombre                   | % des inscrits           |
| Inscrits                                                               | Inscrits                                                                             | 75 652                    | 100,00                    | 75 649                   | 100,00                   |
| Abstentions                                                            | Abstentions                                                                          | 35 963                    | 47,54                     | 41 323                   | 54,62                    |
| Votants                                                                | Votants                                                                              | 39 689                    | 52,46                     | 34 326                   | 45,38                    |
|                                                                        |                                                                                      |                           | % des votants             |                          | % des votants            |
| Bulletins blancs                                                       | Bulletins blancs                                                                     | 520                       | 1,31                      | 2 689                    | 7,83                     |
| Bulletins nuls                                                         | Bulletins nuls                                                                       | 193                       | 0,49                      | 877                      | 2,55                     |
| Suffrages exprimés                                                     | Suffrages exprimés                                                                   | 38 976                    | 98,20                     | 30 760                   | 89,61                    |
|                                                                        |                                                                                      |                           |                           |                          |                          |
| Candidat Étiquette politique (partis et alliances)                     | Candidat Étiquette politique (partis et alliances)                                   | Voix                      | % des exprimés            | Voix                     | % des exprimés           |
|                                                                        |                                                                                      |                           |                           |                          |                          |
|                                                                        | Stéphanie Rist La République en marche                                               | 17 409                    | 44,67                     | 20 001                   | 65,02                    |
|                                                                        | Charles-Éric Lemaignen Les Républicains (Union des démocrates et indépendants)       | 7 189                     | 18,44                     | 10 759                   | 34,98                    |
|                                                                        | Colette Poltaratsky Front national                                                   | 3 827                     | 9,82                      |                          |                          |
|                                                                        | Olivier Jouin Parti socialiste (Europe Écologie Les Verts - Parti radical de gauche) | 3 382                     | 8,68                      |                          |                          |
|                                                                        | Anne-Sophie Leguin La France insoumise                                               | 3 309                     | 8,49                      |                          |                          |
|                                                                        | Michel Ricoud Parti communiste français                                              | 1 733                     | 4,45                      |                          |                          |
|                                                                        | Daniel Simon Debout la France                                                        | 867                       | 2,22                      |                          |                          |
|                                                                        | Jean-Pierre Darley Divers (Parti du vote blanc)                                      | 268                       | 0,69                      |                          |                          |
|                                                                        | Térence Domer-Marie Divers (Union populaire républicaine)                            | 206                       | 0,53                      |                          |                          |
|                                                                        | Murat Yilmazgiller Divers                                                            | 198                       | 0,51                      |                          |                          |
|                                                                        | Claude Trepka Lutte ouvrière                                                         | 198                       | 0,51                      |                          |                          |
|                                                                        | Khalid Bajjouj Divers (Union des démocrates musulmans français)                      | 197                       | 0,51                      |                          |                          |
|                                                                        | Kasia Edey Gamassou Divers droite (Parti chrétien-démocrate)                         | 193                       | 0,50                      |                          |                          |
|                                                                        | Claire Bonfort Divers droite                                                         | 0                         | 0,00                      |                          |                          |
| Source : Ministère de l'Intérieur - Première circonscription du Loiret |                                                                                      |                           |                           |                          |                          |

#### Deuxième circonscription
Député sortant : Serge Grouard (Les Républicains).
|                                                                        |                                                                                        |                           |                           |                          |                          |
|                                                                        |                                                                                        | Premier tour 11 juin 2017 | Premier tour 11 juin 2017 | Second tour 18 juin 2017 | Second tour 18 juin 2017 |
|                                                                        |                                                                                        |                           |                           |                          |                          |
|                                                                        |                                                                                        | Nombre                    | % des inscrits            | Nombre                   | % des inscrits           |
| Inscrits                                                               | Inscrits                                                                               | 85 273                    | 100,00                    | 85 273                   | 100,00                   |
| Abstentions                                                            | Abstentions                                                                            | 42 783                    | 50,17                     | 47 879                   | 56,15                    |
| Votants                                                                | Votants                                                                                | 42 490                    | 49,83                     | 37 394                   | 43,85                    |
|                                                                        |                                                                                        |                           | % des votants             |                          | % des votants            |
| Bulletins blancs                                                       | Bulletins blancs                                                                       | 546                       | 1,29                      | 2 469                    | 6,60                     |
| Bulletins nuls                                                         | Bulletins nuls                                                                         | 223                       | 0,52                      | 931                      | 2,49                     |
| Suffrages exprimés                                                     | Suffrages exprimés                                                                     | 41 721                    | 98,19                     | 33 994                   | 90,91                    |
|                                                                        |                                                                                        |                           |                           |                          |                          |
| Candidat Étiquette politique (partis et alliances)                     | Candidat Étiquette politique (partis et alliances)                                     | Voix                      | % des exprimés            | Voix                     | % des exprimés           |
|                                                                        |                                                                                        |                           |                           |                          |                          |
|                                                                        | Caroline Janvier La République en marche                                               | 14 770                    | 35,40                     | 17 415                   | 51,23                    |
|                                                                        | Serge Grouard (député sortant) Les Républicains (Union des démocrates et indépendants) | 11 583                    | 27,76                     | 16 579                   | 48,77                    |
|                                                                        | Nadine Boisgerault Front national                                                      | 4 902                     | 11,75                     |                          |                          |
|                                                                        | Olivier Hicter La France insoumise                                                     | 4 051                     | 9,71                      |                          |                          |
|                                                                        | Jean-Philippe Grand Europe Écologie Les Verts (Parti socialiste)                       | 3 424                     | 8,21                      |                          |                          |
|                                                                        | Mathieu Gallois Parti communiste français                                              | 1 554                     | 3,72                      |                          |                          |
|                                                                        | David Van Hemelryck Debout la France                                                   | 357                       | 0,86                      |                          |                          |
|                                                                        | Farida Megdoud Lutte ouvrière                                                          | 339                       | 0,81                      |                          |                          |
|                                                                        | Alix de Courrèges Divers droite (Parti chrétien-démocrate)                             | 336                       | 0,81                      |                          |                          |
|                                                                        | Éliane Faure Divers (Union populaire républicaine)                                     | 240                       | 0,58                      |                          |                          |
|                                                                        | Pascal Tebibel Divers droite (577-Les Indépendants)                                    | 165                       | 0,40                      |                          |                          |
|                                                                        | Maurice Valix Divers (Parti pirate)                                                    | 0                         | 0,00                      |                          |                          |
| Source : Ministère de l'Intérieur - Deuxième circonscription du Loiret |                                                                                        |                           |                           |                          |                          |

#### Troisième circonscription
Député sortant : Claude de Ganay (Les Républicains).
|                                                                         |                                                                                          |                           |                           |                          |                          |
|                                                                         |                                                                                          | Premier tour 11 juin 2017 | Premier tour 11 juin 2017 | Second tour 18 juin 2017 | Second tour 18 juin 2017 |
|                                                                         |                                                                                          |                           |                           |                          |                          |
|                                                                         |                                                                                          | Nombre                    | % des inscrits            | Nombre                   | % des inscrits           |
| Inscrits                                                                | Inscrits                                                                                 | 70 833                    | 100,00                    | 70 836                   | 100,00                   |
| Abstentions                                                             | Abstentions                                                                              | 34 473                    | 48,67                     | 38 875                   | 54,88                    |
| Votants                                                                 | Votants                                                                                  | 36 360                    | 51,33                     | 31 961                   | 45,12                    |
|                                                                         |                                                                                          |                           | % des votants             |                          | % des votants            |
| Bulletins blancs                                                        | Bulletins blancs                                                                         | 723                       | 1,99                      | 2 501                    | 7,83                     |
| Bulletins nuls                                                          | Bulletins nuls                                                                           | 246                       | 0,68                      | 981                      | 3,07                     |
| Suffrages exprimés                                                      | Suffrages exprimés                                                                       | 35 391                    | 97,33                     | 28 479                   | 89,11                    |
|                                                                         |                                                                                          |                           |                           |                          |                          |
| Candidat Étiquette politique (partis et alliances)                      | Candidat Étiquette politique (partis et alliances)                                       | Voix                      | % des exprimés            | Voix                     | % des exprimés           |
|                                                                         |                                                                                          |                           |                           |                          |                          |
|                                                                         | Jihan Chelly La République en marche                                                     | 12 519                    | 35,37                     | 14 210                   | 49,90                    |
|                                                                         | Claude de Ganay (député sortant) Les Républicains (Union des démocrates et indépendants) | 8 364                     | 23,63                     | 14 269                   | 50,10                    |
|                                                                         | Charles de Gevigney Front national                                                       | 6 941                     | 19,61                     |                          |                          |
|                                                                         | Kevin Merlot La France insoumise                                                         | 3 590                     | 10,14                     |                          |                          |
|                                                                         | Cédric Petit Europe Écologie Les Verts                                                   | 1 676                     | 4,74                      |                          |                          |
|                                                                         | Monique Barret Parti communiste français                                                 | 839                       | 2,37                      |                          |                          |
|                                                                         | Amyne Chaabane Divers                                                                    | 511                       | 1,44                      |                          |                          |
|                                                                         | Benoît Guirlet Divers droite (Parti chrétien-démocrate)                                  | 349                       | 0,99                      |                          |                          |
|                                                                         | Michel Naulin Lutte ouvrière                                                             | 289                       | 0,82                      |                          |                          |
|                                                                         | Lise Hégron Divers (Union populaire républicaine)                                        | 250                       | 0,71                      |                          |                          |
|                                                                         | Alain Alexandre Divers droite (Alliance royale)                                          | 63                        | 0,18                      |                          |                          |
| Source : Ministère de l'Intérieur - Troisième circonscription du Loiret |                                                                                          |                           |                           |                          |                          |

L'ensemble des candidats défaits de la République en marche ! décident de porter un recours devant le Conseil constitutionnel, celui de Jihan Chelly est rejeté le 8 décembre 2017.

#### Quatrième circonscription
Député sortant : Jean-Pierre Door (Les Républicains).
|                                                                         |                                                                                           |                           |                           |                          |                          |
|                                                                         |                                                                                           | Premier tour 11 juin 2017 | Premier tour 11 juin 2017 | Second tour 18 juin 2017 | Second tour 18 juin 2017 |
|                                                                         |                                                                                           |                           |                           |                          |                          |
|                                                                         |                                                                                           | Nombre                    | % des inscrits            | Nombre                   | % des inscrits           |
| Inscrits                                                                | Inscrits                                                                                  | 74 647                    | 100,00                    | 74 643                   | 100,00                   |
| Abstentions                                                             | Abstentions                                                                               | 38 100                    | 51,04                     | 42 269                   | 56,63                    |
| Votants                                                                 | Votants                                                                                   | 36 547                    | 48,96                     | 32 374                   | 43,37                    |
|                                                                         |                                                                                           |                           | % des votants             |                          | % des votants            |
| Bulletins blancs                                                        | Bulletins blancs                                                                          | 551                       | 1,51                      | 2 316                    | 7,15                     |
| Bulletins nuls                                                          | Bulletins nuls                                                                            | 226                       | 0,62                      | 944                      | 2,92                     |
| Suffrages exprimés                                                      | Suffrages exprimés                                                                        | 35 770                    | 97,87                     | 29 114                   | 89,93                    |
|                                                                         |                                                                                           |                           |                           |                          |                          |
| Candidat Étiquette politique (partis et alliances)                      | Candidat Étiquette politique (partis et alliances)                                        | Voix                      | % des exprimés            | Voix                     | % des exprimés           |
|                                                                         |                                                                                           |                           |                           |                          |                          |
|                                                                         | Mélusine Harlé La République en marche                                                    | 10 215                    | 28,56                     | 14 553                   | 49,99                    |
|                                                                         | Jean-Pierre Door (député sortant) Les Républicains (Union des démocrates et indépendants) | 8 507                     | 23,78                     | 14 561                   | 50,01                    |
|                                                                         | Ludovic Marchetti Front national                                                          | 7 434                     | 20,78                     |                          |                          |
|                                                                         | Franck Demaumont Parti communiste français (La France insoumise)                          | 4 148                     | 11,60                     |                          |                          |
|                                                                         | Jalila Gaboret Parti socialiste                                                           | 1 961                     | 5,48                      |                          |                          |
|                                                                         | Luc Bucheton Debout la France                                                             | 1 075                     | 3,01                      |                          |                          |
|                                                                         | Alphonse Proffit Divers (Engagement citoyen pour le Montargois)                           | 849                       | 2,37                      |                          |                          |
|                                                                         | Massila Salemkour Europe Écologie Les Verts                                               | 813                       | 2,27                      |                          |                          |
|                                                                         | Dominique Clergue Lutte ouvrière                                                          | 343                       | 0,96                      |                          |                          |
|                                                                         | Zoé Baron Divers (Union populaire républicaine)                                           | 234                       | 0,65                      |                          |                          |
|                                                                         | Christine Rochoux Divers droite                                                           | 191                       | 0,53                      |                          |                          |
| Source : Ministère de l'Intérieur - Quatrième circonscription du Loiret |                                                                                           |                           |                           |                          |                          |

La différence de votes exprimés au second tour entre Jean-Pierre Door et Mélusine Harlé (8 voix seulement) est le plus petit écart de voix de France. Devant ce résultat, la candidate de la République en Marche décide de déposer un recours devant le Conseil constitutionnel, en sa qualité de juge électoral, le 28 juin 2017. Cette requête est examinée le 14 décembre par les Sages. En outre, Mélusine Harlé invoque le fait que dans la commune de Préfontaines, le nombre de bulletins de vote ne correspondait pas au nombre de signatures d'émargement. Par conséquent, une voix est déduite du résultat de Jean-Pierre Door. De plus, le candidat est accusé d'avoir publié sur sa page Facebook une photographie prise en public le 18 juin, jour d'élection, ce qui est défendu par le code électoral.
Le Conseil constitutionnel rend public sa décision le 18 décembre 2017 et indique que les élections des 11 et 18 juin 2017 sont annulées. Par conséquent, les électeurs devront retourner aux urnes pour élire leur député.
Jean-Pierre Door déclarera par la suite « qu'on lui vole une victoire ». De son côté, Mélusine Harlé affirme que cette décision « est une occasion historique donnée aux  citoyens ».
De nouvelles élections sont prévues le 18 mars 2018 pour le premier tour et, s'il a lieu, le second tour aura lieu le 25 mars 2018. Les candidats ayant été battus lors des deux tours pourront se représenter. À ce titre, le candidat Alphonse Proffit, bien qu'il ne se représente pas, appelle l'ensemble des prétendants à un front commun contre Jean-Pierre Door.
La campagne de Mélusine Harlé est lancée le 13 janvier 2018 en présence de Christophe Castaner en la commune de Sainte-Geneviève-des-Bois. De la même manière, un grand nombre de personnalités politiques d'envergure nationale telles que François Asselineau, Nicolas Dupont-Aignan, Pierre Laurent, Jean-Luc Mélenchon, Laurent Wauquiez, ainsi que des membres du gouvernement sont venus dans la circonscription afin de soutenir le candidat représentant leur parti.

#### Cinquième circonscription
Député sortant : Marianne Dubois (Les Républicains).
|                                                                         |                                                                                            |                           |                           |                          |                          |
|                                                                         |                                                                                            | Premier tour 11 juin 2017 | Premier tour 11 juin 2017 | Second tour 18 juin 2017 | Second tour 18 juin 2017 |
|                                                                         |                                                                                            |                           |                           |                          |                          |
|                                                                         |                                                                                            | Nombre                    | % des inscrits            | Nombre                   | % des inscrits           |
| Inscrits                                                                | Inscrits                                                                                   | 74 550                    | 100,00                    | 74 554                   | 100,00                   |
| Abstentions                                                             | Abstentions                                                                                | 38 062                    | 51,06                     | 43 043                   | 57,73                    |
| Votants                                                                 | Votants                                                                                    | 36 488                    | 48,94                     | 31 511                   | 42,27                    |
|                                                                         |                                                                                            |                           | % des votants             |                          | % des votants            |
| Bulletins blancs                                                        | Bulletins blancs                                                                           | 624                       | 1,71                      | 2 413                    | 7,66                     |
| Bulletins nuls                                                          | Bulletins nuls                                                                             | 217                       | 0,59                      | 946                      | 3,00                     |
| Suffrages exprimés                                                      | Suffrages exprimés                                                                         | 35 647                    | 97,70                     | 28 152                   | 89,34                    |
|                                                                         |                                                                                            |                           |                           |                          |                          |
| Candidat Étiquette politique (partis et alliances)                      | Candidat Étiquette politique (partis et alliances)                                         | Voix                      | % des exprimés            | Voix                     | % des exprimés           |
|                                                                         |                                                                                            |                           |                           |                          |                          |
|                                                                         | David Simonnet La République en marche                                                     | 10 640                    | 29,85                     | 14 032                   | 49,84                    |
|                                                                         | Marianne Dubois (députée sortante) Les Républicains (Union des démocrates et indépendants) | 8 414                     | 23,60                     | 14 120                   | 50,16                    |
|                                                                         | Jeanne Beaulier Front national                                                             | 6 784                     | 19,03                     |                          |                          |
|                                                                         | Marie Agam La France insoumise                                                             | 3 311                     | 9,29                      |                          |                          |
|                                                                         | Thierry Stromboni Parti socialiste                                                         | 1 697                     | 4,76                      |                          |                          |
|                                                                         | Benoît Varin Europe Écologie Les Verts                                                     | 1 250                     | 3,51                      |                          |                          |
|                                                                         | Nicolas Sanson Divers                                                                      | 1 204                     | 3,38                      |                          |                          |
|                                                                         | Frédéric Malmartel Debout la France                                                        | 766                       | 2,15                      |                          |                          |
|                                                                         | Estelle Calzada Parti communiste français                                                  | 574                       | 1,61                      |                          |                          |
|                                                                         | Abdessamad Mabrouk Divers                                                                  | 450                       | 1,26                      |                          |                          |
|                                                                         | Céline Sottejeau Lutte ouvrière                                                            | 323                       | 0,91                      |                          |                          |
|                                                                         | Louise Dupraz Divers (Union populaire républicaine)                                        | 234                       | 0,66                      |                          |                          |
|                                                                         | Cécile Daire Divers droite (577-Les Indépendants)                                          | 0                         | 0,00                      |                          |                          |
|                                                                         | Denis Brunette Divers droite                                                               | 0                         | 0,00                      |                          |                          |
|                                                                         | Nathalie Moury Divers droite                                                               | 0                         | 0,00                      |                          |                          |
| Source : Ministère de l'Intérieur - Cinquième circonscription du Loiret |                                                                                            |                           |                           |                          |                          |

Un recours est déposé devant le Conseil constitutionnel par le candidat de la République en Marche mais sera néanmoins rejeté le 8 décembre 2017.

#### Sixième circonscription
Député sortant : Valérie Corre (Parti socialiste).
|                                                                       |                                                                             |                           |                           |                          |                          |
|                                                                       |                                                                             | Premier tour 11 juin 2017 | Premier tour 11 juin 2017 | Second tour 18 juin 2017 | Second tour 18 juin 2017 |
|                                                                       |                                                                             |                           |                           |                          |                          |
|                                                                       |                                                                             | Nombre                    | % des inscrits            | Nombre                   | % des inscrits           |
| Inscrits                                                              | Inscrits                                                                    | 71 878                    | 100,00                    | 71 880                   | 100,00                   |
| Abstentions                                                           | Abstentions                                                                 | 34 908                    | 48,57                     | 40 627                   | 56,52                    |
| Votants                                                               | Votants                                                                     | 36 970                    | 51,43                     | 31 253                   | 43,48                    |
|                                                                       |                                                                             |                           | % des votants             |                          | % des votants            |
| Bulletins blancs                                                      | Bulletins blancs                                                            | 524                       | 1,42                      | 2 901                    | 9,28                     |
| Bulletins nuls                                                        | Bulletins nuls                                                              | 200                       | 0,54                      | 1 062                    | 3,40                     |
| Suffrages exprimés                                                    | Suffrages exprimés                                                          | 36 246                    | 98,04                     | 27 290                   | 87,32                    |
|                                                                       |                                                                             |                           |                           |                          |                          |
| Candidat Étiquette politique (partis et alliances)                    | Candidat Étiquette politique (partis et alliances)                          | Voix                      | % des exprimés            | Voix                     | % des exprimés           |
|                                                                       |                                                                             |                           |                           |                          |                          |
|                                                                       | Richard Ramos Mouvement démocrate (La République en marche)                 | 12 841                    | 35,43                     | 14 379                   | 52,69                    |
|                                                                       | Alexandrine Leclerc Union des démocrates et indépendants (Les Républicains) | 6 149                     | 16,96                     | 12 911                   | 47,31                    |
|                                                                       | Valérie Corre (députée sortante) Parti socialiste                           | 5 794                     | 15,99                     |                          |                          |
|                                                                       | Myriam Bachir Front national                                                | 4 229                     | 11,67                     |                          |                          |
|                                                                       | Jérôme Schmitt La France insoumise                                          | 3 585                     | 9,89                      |                          |                          |
|                                                                       | Bernadette Beck Debout la France                                            | 693                       | 1,91                      |                          |                          |
|                                                                       | Stéphane Fautrat Divers droite                                              | 669                       | 1,85                      |                          |                          |
|                                                                       | Dominique Tripet Parti communiste français                                  | 586                       | 1,62                      |                          |                          |
|                                                                       | Hamid Khoutoul Écologiste                                                   | 560                       | 1,54                      |                          |                          |
|                                                                       | Anne-Charlotte Ravinet Divers droite (Parti chrétien-démocrate)             | 448                       | 1,24                      |                          |                          |
|                                                                       | David Choquel Lutte ouvrière                                                | 280                       | 0,77                      |                          |                          |
|                                                                       | Gwénaëlle Duhautbois Divers (Union populaire républicaine)                  | 185                       | 0,51                      |                          |                          |
|                                                                       | Paul Denizot Divers                                                         | 134                       | 0,37                      |                          |                          |
|                                                                       | Anthony Henri Divers droite (577-Les Indépendants)                          | 93                        | 0,26                      |                          |                          |
| Source : Ministère de l'Intérieur - Sixième circonscription du Loiret |                                                                             |                           |                           |                          |                          |